# Bonaventura Corti
Bonaventura Corti (Viano, 26 febbraio 1729 – Reggio Emilia, 3 febbraio 1813) è stato un presbitero, scienziato e botanico italiano.

## Biografia
Bonaventura Corti nacque a Viano il 26 febbraio 1729, da Giulio, ricco possidente e Vittoria Bondioli; rimase orfano di entrambi i genitori in tenera età, venne affidato alle cure di un parente ecclesiastico e nel 1740 fu avviato al sacerdozio.
I suoi studi nel seminario di Reggio Emilia, retto dai Gesuiti, gli garantirono una buona preparazione scientifica. 
Nel 1754 divenne sacerdote e di li a poco venne nominato professore di metafisica e di geometria nello stesso seminario.
A Reggio il Corti cominciò a interessarsi anche di fisica e meteorologia.
Nel 1757 pubblicò presso l'Accademia degli Ipocondriaci una dissertazione dal titolo "Cercasi l'opinione più verosimile intorno alle comete".
Nel 1768 subentrò a Lazzaro Spallanzani, che l'anno precedente era stato chiamato all'Università di Modena, come professore di Fisica all'Università di Reggio Emilia. 
Dal 1772 cominciò una serie di studi di argomento biologiche, ottenendo risultati notevoli nello studio delle Tremelle, dei Rotiferi, dei Ciliophora e soprattutto delle alghe Charophyceae; nello stesso anno, Corti fece notevoli osservazioni sulle cosiddette "correnti della linfa" nelle alghe Charophyceae. 
Nel 1774 pubblica "Osservazioni microscopiche sulla Tremella e sulla circolazione del fluido in una pianta acquajuola dell'abate Bonaventura Corti professore di fisica nel collegio di Reggio";  nel 1839 quest'opera verrà riconosciuta da Hugo von Mohl come la prima descrizione del protoplasma cellulare, divenendo un lavoro molto importante per la definizione della teoria cellulare. 
Bonaventura Corti fu Rettore della chiesa di SS. Nazario e Celso e confessore ed elemosiniere della duchessa di Modena e Reggio Maria Teresa Cybo-Malaspina.
Morì il 3 febbraio 1813 a Reggio Emilia.

## Opere

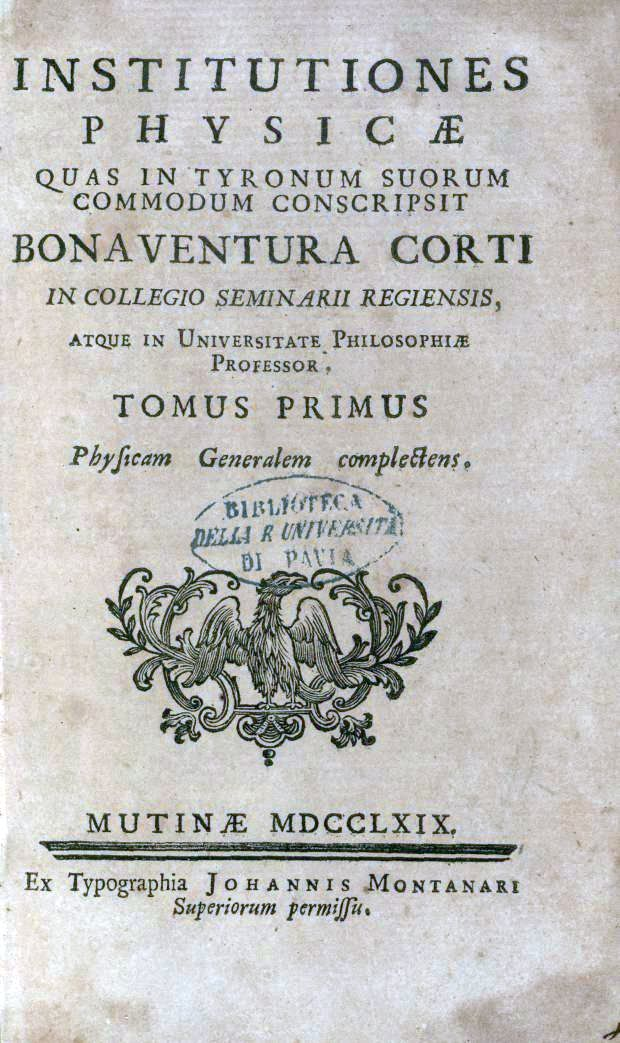
Institutiones physicae, 1769

- Osservazioni meteorologiche, e botanico-mediche per l'anno 1772 del signor Abbate Bonaventura Corti professore di fisica nel Collegio di Reggio. In Modena: presso la Società Tipografica, [1773]
- Physicam particularem complectens. Mutinae: ex typographia Johannis Montanari, 1770
- (LA) Institutiones physicae, vol. 1, Modena, Giovanni Montanari, 1769.
- (LA) Institutiones physicae, vol. 2, Modena, Giovanni Montanari, 1770.
- Physicam generalem complectens. Mutinae: ex typographia Johannis Montanari, 1769
- Osservazioni microscopiche sulla Tremella e sulla circolazione del fluido in una pianta acquajuola dell'abate Bonaventura Corti professore di fisica nel collegio di Reggio, In Lucca: appresso Giuseppe Rocchi, 1774
- Mezzi per distruggere i vermi, che rodono il grano in erba nell'autunno, e nella primavera per ordine dell'illustrissimo Dicastero de' signori Riformatori degli studj dell'Università, e Stato di Modena a comune vantaggio pubblicati dall'abate Bonaventura Corti, In Modena: presso la Societa tipografica, 1777

## Abbreviazione standard
| Corti è l'abbreviazione standard utilizzata per le piante descritte da Bonaventura Corti. Consulta l'elenco delle piante assegnate a questo autore dall'IPNI. |